# Lords of Acid
Lords of Acid is een Belgische New Beat-/acidhouseband,

## Geschiedenis
De groep werd opgericht in 1988 door Maurice Engelen. De eerste single was I Sit on Acid en werd mee gecomponeerd door Nikkie Van Lierop, Harry Van Oekel en Jos Borremans. Lords of Acid werd hiermee de populairste groep van Engelens nevenprojecten, zoals Digital Orgasm en Major Problem. Na het succes van de eerste single in de Verenigde Staten nam Engelen samen met Olivier Adams en Van Lierop het eerste Lords of Acid-album op, Lust, speciaal voor de Verenigde Staten. Van het album werden daar 750.000 exemplaren verkocht. Lust was hierdoor het eerste Belgische (dance)album dat goud behaalde in de Verenigde Staten. Het is tevens het bekendste album van de band. De plaat kenmerkt zich door de combinatie van techno en gitaarrock. Maurice Engelen, Nikkie Van Lierop en Olivier Adams werden bekend als producerstrio MNO. Olivier Adams en Praga Khan (The Immortals) staan ook bekend om hun single Mortal Kombat (Techno-Syndrome) uitgebracht in 1992.

## Omschrijving muziek
De muziek van Lords of Acid kan omschreven worden als een mix van techno, dark-industrial en rock. De band begon dan ook in de zogenaamde New Beat-periode. Optredens hebben vaak elementen van sadomasochisme. Ook de hoesjes zijn meestal erg gewaagd; daarom bestaan er zowel gecensureerde als ongecensureerde versies van. Het publiek draagt tijdens de optredens vaak kleding van leer en kettingen.

## Samenstelling van de groep
Lords of Acid heeft van 1988 tot nu altijd uit verschillende leden bestaan. In de eerste samenstelling bestond de band uit Nathalie DeLaet, Dirk Van der Auwera en Theo De Roeck. Leden van andere nevenprojecten deden soms ook mee.

## Discografie

### Albums
- 1990 - Lust
- 1994 - Voodoo-U
- 1997 - Our Little Secret
- 2000 - Farstucker
- 2002 - Private Parts (Greatest Hits Europa)
- 2003 - Greatest T*ts (Greatest Hits Verenigde Staten)
- 2012 - Deep Chills (Verenigde Staten)
- 2018 - Pretty in Kink ( Verenigde Staten)

### Remixalbums
- 1999 - Expand Your Head
- 2001 - Lords Of Acid vs. Detroit

### Hits
- 1988 - I Sit on Acid
- 1991 - Take Control
- 1992 - Rough Sex
- 1993 - I Must Increase My Bust
- 1994 - Crablouse
- 1995 - Do What You Wanna Do
- 1997 - Rubber Doll
- 1998 - Pussy
- 1999 - Am I Sexy?
- 2000 - Lover Boy/Lover Girl
- 2001 - I Sit on Acid (2000 version)
- 2001 - Scrood Bi U
- 2002 - Gimme Gimme